# Klipfolio
Klipfolio Inc. — канадская компания — разработчик программного обеспечения в области бизнес-аналитики (BI). Специализируется на создании облачных платформ для визуализации данных и анализа бизнес-показателей. Основана в 2001 году в Оттаве.
В начале 2000-х годов, на волне популярности форматов XML и RSS-лент, а также появления виджетов, компания, изначально носившая название Serence, начала свою деятельность, ориентированную на потребительский рынок и использование этих технологий. Однако со временем компания переориентировалась на корпоративный сектор, сфокусировавшись на разработке дашбордов для бизнес-аналитики. В 2015 году, согласно данным портала BrainStation, компания отмечала высокий уровень удовлетворённости клиентов, что, по заявлениям компании, позволило ей занять лидирующие позиции на рынке.

## История
Компания была основана в 2001 году Алланом Вилле (англ. Allan Wille) и Питером Мэттьюсом (англ. Peter Matthews) и первоначально называлась Serence. Первым продуктом стал Klipfolio Dashboard — десктопное приложение, агрегировавшее информацию из различных источников, включая RSS-ленты, на фоне растущей популярности XML и связанных веб-технологий. В ранних версиях особое внимание уделялось простоте отображения данных и возможностям кастомизации с помощью JavaScript.
Со временем фокус компании сместился с потребительского рынка на корпоративный сектор и решения для бизнес-аналитики. В 2008 году Serence провела ребрендинг и была переименована в Klipfolio Inc., чтобы название компании ассоциировалось с её основным продуктом. Это решение отразило окончательную специализацию на разработке дашбордов для бизнеса.
В 2011 году Klipfolio перешла на облачную модель распространения своего продукта, предложив пользователям веб-платформу для мониторинга ключевых показателей эффективности (KPI) и других бизнес-данных в режиме реального времени.
В феврале 2015 года Klipfolio привлекла 6,2 млн в рамках раунда финансирования серии A, который возглавил фонд OMERS Ventures.
В январе 2017 года компания объявила о закрытии раунда серии B на сумму 12 млн канадских долларов.
В 2018 году Klipfolio расширила свою продуктовую линейку, представив PowerMetrics — инструмент, ориентированный на углубленный анализ отдельных бизнес-метрик и дополняющий возможности традиционных дашбордов.

## Продукты
Основные продукты компании — Klipfolio и PowerMetrics.

### Klipfolio
Облачная платформа для создания интерактивных дашбордов с возможностями:
- подключения к различным источникам данных (Google Analytics, Salesforce, базы данных и др.),
- визуализации данных через интуитивно понятный интерфейс для создания и настройки визуализаций,
- использования встроенного редактора формул,
- возможности совместной работы над отчетами и дашбордами.

### PowerMetrics
Решение для углублённого анализа отдельных бизнес-метрик, включающее:
- инструменты для моделирования и преобразования данных,
- возможности сегментации,
- анализ временных рядов для выявления трендов и сезонности.